# Tensió de ruptura
La tensió de ruptura o voltatge de ruptura d'un material no conductor o aïllant elèctric és el voltatge mínim que causa que una part de l'aïllant esdevingui conductora. La tensió de ruptura d'un díode és la mínima tensió necessària en polarització inversa per fer que el díode condueixi en sentit invers.

## Aïllants
La tensió de ruptura és una característica dels materials aïllants que defineix la màxima diferència de potencial que serà possible aplicar a través del material, si es depassa el material esdevindrà conductor. En el cas dels aïllants sòlids en sobrepassar aquest límit es produeix un flux sobtat de corrent elèctric a través del material que causa una sèrie de canvis físics permanents creant un camí conductor. La superació de la tensió de ruptura produirà una perforació dielèctrica.

### Tensió de ruptura al buit
En condicions estàndards i a pressió atmosfèrica, els gasos són un bon material aïllant, és necessari l'aplicació d'una gran diferència de potencial per arribar al superar la tensió de ruptura. Amb el buit aquest potencial de ruptura disminueix fins al punt que dues superfícies no aïllades amb diferent potencial poden induir la perforació dielèctrica del gas que les envolta. Això té algunes aplicacions importants en la indústria, com en el cas de la producció de microprocessadors, però també pot ser un problema per als aparells atès que una perforació dielèctrica és similar a un curtcircuit.
La tensió de ruptura al buit es pot representar com:
{\displaystyle V_{b}={\frac {Bpd}{lnApd-ln[ln(1+{\frac {1}{\gamma _{se}}})]}}},
on
- {\displaystyle V_{b}} és el potencial de ruptura en volts, en corrent continu,
- {\displaystyle A} i {\displaystyle B} són constants que depenen del gas,
- {\displaystyle p} és la pressió del gas,
- {\displaystyle d} és la distància en centímetres entre els elèctrodes,
- {\displaystyle \gamma _{se}} és un coeficient.

## Díodes
La tensió de ruptura és un paràmetre dels díodes que defineixen el màxim voltatge invers que es pot aplicar sense que es causi un increment exponencial del corrent al díode. Aquesta característica es pot utilitzar per a fer reguladors de tensió, com és el cas del Díode Zener, un díode molt dopat que explota la característica de la tensió de ruptura: quan la tensió en polarització inversa aconsegueix el valor de la tensió de ruptura, el mateix camp elèctric de la unió p-n és capaç d'arrencar electrons de la banda de valència permetent la conducció gairebé sense variació de la tensió.